# Pavillon Ledoyen
Pavillon Ledoyen je pařížská restaurace, která se nachází v zahradách Champs-Élysées, ve východní části Avenue des Champs-Élysées v 8. obvodu na adrese 8 Avenue Dutuit.

## Dějiny
Původní hostinec otevřel Sieur Desmazure v roce 1779 poblíž Place Louis XV (nyní Place de la Concorde).
Dne 4. srpna 1791 Desmazure pronajal podnik Antoine-Nicolasovi Doyenovi, známému také jako Ledoyen, který dokázal přilákat klientelu členů Konventu. Konvent se scházel nedaleko v Míčovně v Tuilerijských zahradách.
Kolem roku 1830 podnik, stále vlastněný rodinou Desmazure, převzal Delange pod názvem Café de la Surprise.
V roce 1848 ji architekt Jacques Hittorff, zodpovědný za rozvoj zahrad Champs-Élysées, nechal přeložit na současné místo na druhé straně avenue.
V roce 1858 převzal vedení Pavillon Ledoyen Pierre Balvay. Jeden z jeho zaměstnanců Arthur Millon se stal jeho zetěm a od roku 1881 převzal vedení Pavillonu, což byl první krok k vybudování jeho pařížského hotelového a restauračního impéria. V roce 1903 předal vedení restaurace svému zeťovi Albertu Kiefferovi (1874-1934).
V letech 1992-1998 vedla restauraci šéfkuchařka Ghislaine Arabian, která se později stala jedinou ženou, která získala dvě Michelinské hvězdy. V letech 1998 až 2014 restauraci vedl Christian Le Squer.
V roce 2014 převzal kuchyň tohoto podniku Yannick Alléno, vícehvězdičkový šéfkuchař, přičemž restaurace vykazovala ztrátu ve výši 400 000 eur.
Pavillon Ledoyen o rozloze 1620 m2 o čtyřech podlažích má místnost v prvním patře zapsanou jako historická památka.

## Restaurace v kultuře
Pavillon Ledoyen byl použit jako prostředí pro natáčení exteriérových scén pro film Grand restaurant pana Septima s Louisem de Funèsem v roce 1966 a pro film Prêt-à-Porter (1994). Natáčely se zde i některé scény z filmu Jet Set (2000). Pavillon Ledoyen byl také použit pro vnější scény a některé interiérové scény zobrazující Carcoův kabaret, který vlastnil Gérard Depardieu ve filmu Strážní andělé (1995). Bar také sloužil jako prostředí pro televizní show na kanálu Paris Première: Le Jean Edern's Club v letech 1995-1997. V roce 2023 byl uveden film Šelma s Léou Seydouxovou v hlavní roli, jehož scéna se natáčela v prostorech zapsaných jako historická památka.